# Кверчегросса
Кверчегросса (итал. Quercegrossa) — село (фрационе) в коммунах Монтериджони и Кастельнуово-Берарденга в провинции Сиена региона Тоскана в Италии.

## География
Кверчегросса относится одновременно к коммуне Монтериджиони (западная часть) и к коммуне Кастельнуово-Берарденга (восточная часть). Село разделено на западную и восточную части автомагистралью SR/SS 222 (ит., также называемая Via Chiantigiana, рус. Кьянтийская дорога), идущая через самый центр региона Кьянти и соединяющая Сиену и Флоренцию.
Кверчегросса расположена в 8 км севернее Сиены, в 7 км западнее Монтериджиони, в 8 км южнее Кастеллина-ин-Кьянти и в 16 км северо-западнее Кастельнуово-Берарденга на реке Стаджия. Высота над уровнем моря 342 метра. Почтовый код — 53019, такой же как в Кастельнуово-Берарденга.

## История
Кверчегросса (рус. Большой дуб) впервые упоминается в 1111 году в качестве замка (итал. Castello di Quercia grossa) в документе монастыря Monastero delle Trafisse. В 13 веке упоминается как важный населённый пункт в Сиенской республике, расположенный на границе с владениями Флорентийской республики.